# St. Mauritius (Jochsberg)

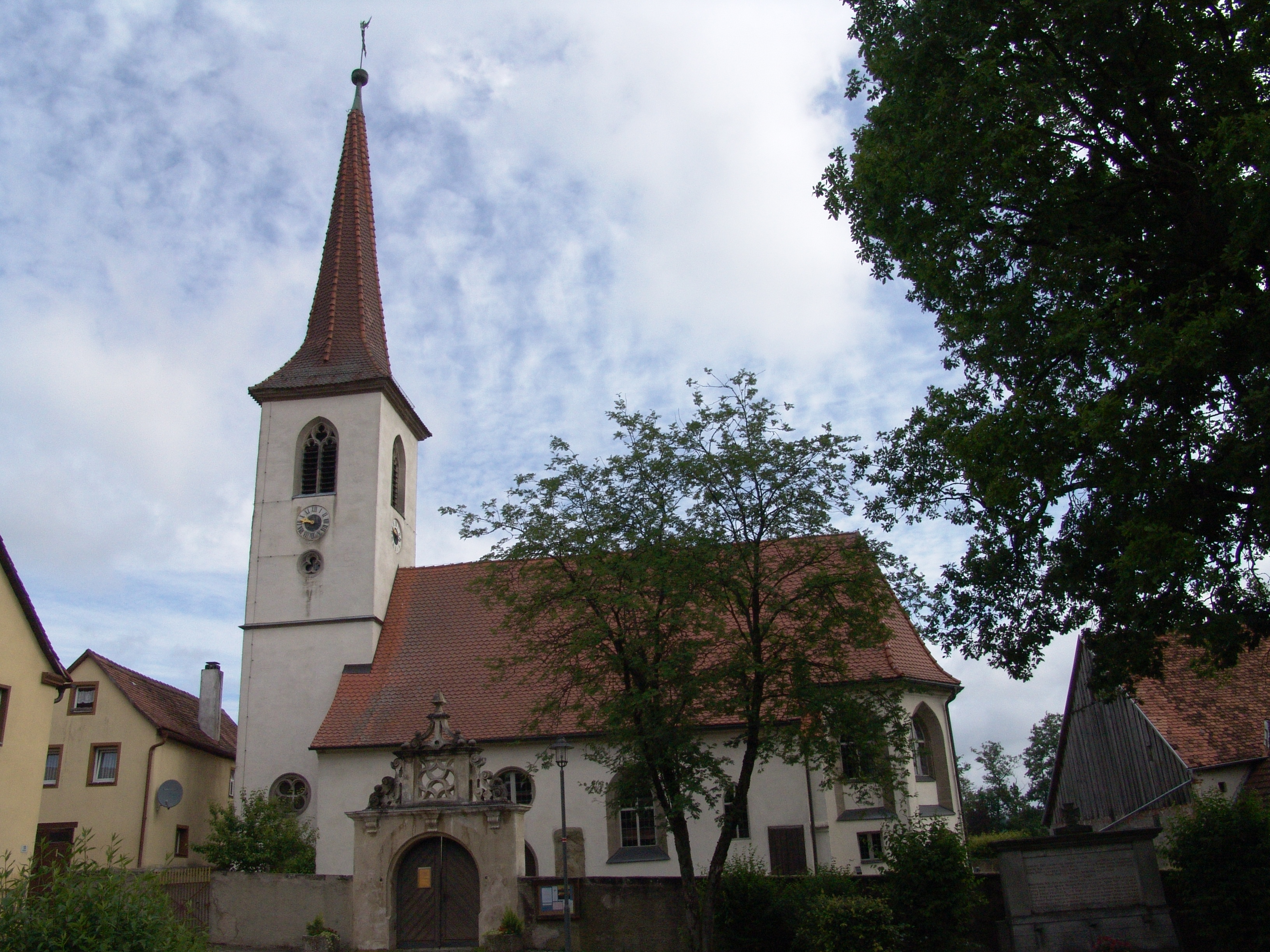
St. Mauritius (Jochsberg)

Die evangelische, denkmalgeschützte Pfarrkirche St. Mauritius steht in Jochsberg, einem Gemeindeteil der Stadt Leutershausen im Landkreis Ansbach (Mittelfranken, Bayern). Das Bauwerk ist unter der Denkmalnummer D-5-71-174-100 als Baudenkmal in der Bayerischen Denkmalliste eingetragen. Die Kirchengemeinde gehört zum Dekanat Leutershausen im Kirchenkreis Ansbach-Würzburg der Evangelisch-Lutherischen Kirche in Bayern.

## Beschreibung
Die Saalkirche wurde im 14./15. Jahrhundert als Eigenkirche der Freiherren von Seckendorff errichtet, die dort ihre Gruft hatte. Sie besteht aus einem mit einem Satteldach bedeckten Langhaus, einem eingezogenen Chor mit 5/8-Schluss im Osten und einem, mit einem achtseitigen Knickhelm bedeckten Fassadenturm im Westen. Das obere Geschoss des Turms beherbergt die Turmuhr und den Glockenstuhl. Im 17. Jahrhundert wurden im Langhaus Emporen eingebaut. 
Die Orgel steht auf der Empore über dem Altar. Sie hat neun Register, zwei Manuale und Pedal und wurde 1792 von Johann Wolfgang Eichmüller gebaut.